# Vuelta a España 2014
Vuelta a España 2014 – 69. edycja wyścigu kolarskiego, który odbył się w dniach od 23 sierpnia do 14 września 2014 roku. Liczył dwadzieścia jeden etapów o łącznym dystansie 3185,5 km. Wyścig ten jest zaliczany do rankingu światowego UCI World Tour 2014.

## Etapy
| Etap | Data        | Start – Meta                                               | km            | Typ           | Zwycięzca etapu      | Lider                |               |
| ---- | ----------- | ---------------------------------------------------------- | ------------- | ------------- | -------------------- | -------------------- | ------------- |
| 1    | 23 sierpnia | Jerez de la Frontera                                       | 12,6          | TTT           | Movistar Team        | Jonathan Castroviejo |               |
| 2    | 24 sierpnia | Algeciras – San Fernando                                   | 174,4         | Płaski        | Nacer Bouhanni       | Alejandro Valverde   |               |
| 3    | 25 sierpnia | Kadyks – Arcos de la Frontera                              | 197,8         | Pagórkowaty   | Michael Matthews     | Michael Matthews     |               |
| 4    | 26 sierpnia | Mairena del Alcor – Kordoba                                | 164,7         | Pagórkowaty   | John Degenkolb       | Michael Matthews     |               |
| 5    | 27 sierpnia | Priego de Córdoba – Ronda                                  | 180           | Płaski        | John Degenkolb       | Michael Matthews     |               |
| 6    | 28 sierpnia | Benalmádena – La Zubia                                     | 167,1         | Górski        | Alejandro Valverde   | Alejandro Valverde   |               |
| 7    | 29 sierpnia | Alhendín – Alcaudete                                       | 169           | Pagórkowaty   | Alessandro De Marchi | Alejandro Valverde   |               |
| 8    | 30 sierpnia | Baeza – Albacete                                           | 207           | Płaski        | Nacer Bouhanni       | Alejandro Valverde   |               |
| 9    | 31 sierpnia | Carboneras de Guadazaón – Valdelinares                     | 185           | Górski        | Winner Anacona       | Nairo Quintana       |               |
|      | 1 września  | Dzień przerwy                                              | Dzień przerwy | Dzień przerwy | Dzień przerwy        | Dzień przerwy        | Dzień przerwy |
| 10   | 2 września  | Real Monasterio de Santa María de Veruela – Borja          | 36,7          | ITT           | Tony Martin          | Alberto Contador     |               |
| 11   | 3 września  | Pampeluna – Santuario de San Miguel de Aralar              | 153,4         | Górski        | Fabio Aru            | Alberto Contador     |               |
| 12   | 4 września  | Logroño – Logroño                                          | 166,4         | Płaski        | John Degenkolb       | Alberto Contador     |               |
| 13   | 5 września  | Belorado – Obregón, Parque de Cabárceno                    | 188,7         | Pagórkowaty   | Daniel Navarro       | Alberto Contador     |               |
| 14   | 6 września  | Santander – La Camperona, Valle de Sábero                  | 200,8         | Górski        | Ryder Hesjedal       | Alberto Contador     |               |
| 15   | 7 września  | Oviedo – Lagos de Covadonga                                | 152,2         | Górski        | Przemysław Niemiec   | Alberto Contador     |               |
| 16   | 8 września  | San Martín del Rey Aurelio – La Farrapona, Lago de Somiedo | 160,5         | Górski        | Alberto Contador     | Alberto Contador     |               |
|      | 9 września  | Dzień przerwy                                              | Dzień przerwy | Dzień przerwy | Dzień przerwy        | Dzień przerwy        | Dzień przerwy |
| 17   | 10 września | Ortigueira – A Coruña                                      | 190,7         | Płaski        | John Degenkolb       | Alberto Contador     |               |
| 18   | 11 września | A Estrada – Mont Castrove, Meis                            | 157           | Górski        | Fabio Aru            | Alberto Contador     |               |
| 19   | 12 września | Salvaterra de Miño – Cangas do Morrazo                     | 180,5         | Pagórkowaty   | Adam Hansen          | Alberto Contador     |               |
| 20   | 13 września | Santo Estevo de Ribas de Sil – Puerto de Ancares           | 185,7         | Górski        | Alberto Contador     | Alberto Contador     |               |
| 21   | 14 września | Santiago de Compostela                                     | 9,7           | ITT           | Adriano Malori       | Alberto Contador     |               |

## Uczestnicy
Na starcie tego wyścigu stanęły 22 zawodowe ekipy, osiemnaście drużyn jeżdżących w UCI World Tour 2014 oraz cztery ekipy zaproszone przez organizatorów z tzw. „dziką kartą”.
Lista drużyn uczestniczących w wyścigu:
| Numery  | Kod | Drużyna                |
| ------- | --- | ---------------------- |
| 1-9     | LAM | Lampre-Merida          |
| 11-19   | ALM | Ag2r-La Mondiale       |
| 21-29   | AST | Astana Pro Team        |
| 31-39   | BEL | Belkin                 |
| 41-49   | BMC | BMC Racing Team        |
| 51-59   | CJR | Caja Rural-Seguros RGA |
| 61-69   | CAN | Cannondale             |
| 71-79   | COF | Cofidis                |
| 81-89   | EUC | Team Europcar          |
| 91-99   | FDJ | FDJ.fr                 |
| 101-109 | GRS | Garmin-Sharp           |

| Numery  | Kod | Drużyna                 |
| ------- | --- | ----------------------- |
| 111-119 | GIA | Giant-Shimano           |
| 121-129 | IAM | IAM Cycling             |
| 131-139 | KAT | Team Katusha            |
| 141-149 | LTB | Lotto-Belisol           |
| 151-159 | MOV | Movistar Team           |
| 161-169 | MTN | MTN-Qhubeka             |
| 171-179 | OPQ | Omega Pharma-Quick Step |
| 181-189 | OGE | Orica GreenEDGE         |
| 191-199 | SKY | Team Sky                |
| 201-209 | TTS | Team Tinkoff-Saxo       |
| 211-219 | TRE | Trek Factory Racing     |

### Etap 1 – 23.08: Jerez de la Frontera, 12,6 km (TTT)
| # | Zespół          | Czas    |
| - | --------------- | ------- |
| 1 | Movistar Team   | 14' 13" |
| 2 | Cannondale      | + 6"    |
| 3 | Orica GreenEDGE | + 6"    |

| #   | Zawodnik             | Zespół | Czas    |
| --- | -------------------- | ------ | ------- |
| 1   | Jonathan Castroviejo | MOV    | 14' 13" |
| 2   | Alejandro Valverde   | MOV    | + 0"    |
| 3   | Andrey Amador        | MOV    | + 0"    |
|     |                      |        |         |
| 13  | Maciej Bodnar        | CAN    | + 6"    |
| 67  | Przemysław Niemiec   | LAM    | + 25"   |
| 144 | Karol Domagalski     | CJR    | + 48"   |

### Etap 2 – 24.08: Algeciras – San Fernando, 174,4 km
| #   | Zawodnik           | Zespół | Czas       |
| --- | ------------------ | ------ | ---------- |
| 1   | Nacer Bouhanni     | FDJ    | 4h 01' 30" |
| 2   | John Degenkolb     | GIA    | + 0"       |
| 3   | Roberto Ferrari    | LAM    | + 0"       |
|     |                    |        |            |
| 25  | Maciej Bodnar      | CAN    | + 0"       |
| 83  | Przemysław Niemiec | LAM    | + 0"       |
| 117 | Karol Domagalski   | CJR    | + 0"       |

| #   | Zawodnik           | Zespół | Czas       |
| --- | ------------------ | ------ | ---------- |
| 1   | Alejandro Valverde | MOV    | 4h 15' 43" |
| 2   | Nairo Quintana     | MOV    | + 0"       |
| 3   | Andrey Amador      | MOV    | + 0"       |
|     |                    |        |            |
| 10  | Maciej Bodnar      | CAN    | + 6"       |
| 48  | Przemysław Niemiec | LAM    | + 25"      |
| 103 | Karol Domagalski   | CJR    | + 48"      |

### Etap 3 – 25.08: Kadyks – Arcos de la Frontera, 197,8 km
| #   | Zawodnik           | Zespół | Czas       |
| --- | ------------------ | ------ | ---------- |
| 1   | Michael Matthews   | OGE    | 5h 12' 14" |
| 2   | Daniel Martin      | GRS    | + 0"       |
| 3   | Joaquim Rodríguez  | KAT    | + 0"       |
|     |                    |        |            |
| 32  | Przemysław Niemiec | LAM    | + 7"       |
| 103 | Maciej Bodnar      | CAN    | + 2' 18"   |
| 149 | Karol Domagalski   | CJR    | + 3' 37"   |

| #   | Zawodnik           | Zespół | Czas       |
| --- | ------------------ | ------ | ---------- |
| 1   | Michael Matthews   | OGE    | 9h 27' 53" |
| 2   | Nairo Quintana     | MOV    | + 4"       |
| 3   | Alejandro Valverde | MOV    | + 11"      |
|     |                    |        |            |
| 18  | Przemysław Niemiec | LAM    | + 40"      |
| 86  | Maciej Bodnar      | CAN    | + 2' 28"   |
| 126 | Karol Domagalski   | CJR    | + 4' 29"   |

### Etap 4 – 26.08: Mairena del Alcor – Kordoba, 164,7 km
| #   | Zawodnik           | Zespół | Czas       |
| --- | ------------------ | ------ | ---------- |
| 1   | John Degenkolb     | GIA    | 4h 02' 55" |
| 2   | Vicente Reynès     | IAM    | + 0"       |
| 3   | Michael Matthews   | OGE    | + 0"       |
|     |                    |        |            |
| 34  | Przemysław Niemiec | LAM    | + 0"       |
| 124 | Karol Domagalski   | CJR    | + 13' 44"  |
| 137 | Maciej Bodnar      | CAN    | + 13' 44"  |

| #   | Zawodnik           | Zespół | Czas        |
| --- | ------------------ | ------ | ----------- |
| 1   | Michael Matthews   | OGE    | 13h 30' 44" |
| 2   | Nairo Quintana     | MOV    | + 8"        |
| 3   | Alejandro Valverde | MOV    | + 15"       |
|     |                    |        |             |
| 16  | Przemysław Niemiec | LAM    | + 36"       |
| 123 | Maciej Bodnar      | CAN    | + 16' 16"   |
| 136 | Karol Domagalski   | CJR    | + 18' 17"   |

### Etap 5 – 27.08: Priego de Córdoba – Ronda, 180 km
| #   | Zawodnik           | Zespół | Czas       |
| --- | ------------------ | ------ | ---------- |
| 1   | John Degenkolb     | GIA    | 4h 04' 21" |
| 2   | Nacer Bouhanni     | FDJ    | + 0"       |
| 3   | Moreno Hofland     | BEL    | + 0"       |
|     |                    |        |            |
| 67  | Przemysław Niemiec | LAM    | + 5"       |
| 120 | Maciej Bodnar      | CAN    | + 11' 27"  |
| 196 | Karol Domagalski   | CJR    | + 13' 43"  |

| #   | Zawodnik           | Zespół | Czas        |
| --- | ------------------ | ------ | ----------- |
| 1   | Michael Matthews   | OGE    | 17h 35' 05" |
| 2   | Nairo Quintana     | MOV    | + 13"       |
| 3   | Alejandro Valverde | MOV    | + 20"       |
|     |                    |        |             |
| 16  | Przemysław Niemiec | LAM    | + 45"       |
| 129 | Maciej Bodnar      | CAN    | + 27' 43"   |
| 153 | Karol Domagalski   | CJR    | + 32' 00"   |

### Etap 6 – 28.08: Benalmádena – La Zubia, 167,1 km
| #   | Zawodnik           | Zespół | Czas       |
| --- | ------------------ | ------ | ---------- |
| 1   | Alejandro Valverde | MOV    | 4h 35' 27" |
| 2   | Chris Froome       | SKY    | + 0"       |
| 3   | Alberto Contador   | TTS    | + 0"       |
|     |                    |        |            |
| 67  | Przemysław Niemiec | LAM    | + 1' 54"   |
| 95  | Karol Domagalski   | CJR    | + 10' 02"  |
| 139 | Maciej Bodnar      | CAN    | + 11' 59"  |

| #   | Zawodnik           | Zespół | Czas        |
| --- | ------------------ | ------ | ----------- |
| 1   | Alejandro Valverde | MOV    | 22h 48' 08" |
| 2   | Nairo Quintana     | MOV    | + 15"       |
| 3   | Alberto Contador   | TTS    | + 18"       |
|     |                    |        |             |
| 22  | Przemysław Niemiec | LAM    | + 2' 29"    |
| 131 | Maciej Bodnar      | CAN    | + 39' 32"   |
| 141 | Karol Domagalski   | CJR    | + 41' 52"   |

### Etap 7 – 29.08: Alhendín – Alcaudete, 169 km
| #   | Zawodnik             | Zespół | Czas       |
| --- | -------------------- | ------ | ---------- |
| 1   | Alessandro De Marchi | CAN    | 4h 01' 52" |
| 2   | Ryder Hesjedal       | GRS    | + 1' 35"   |
| 3   | Hubert Dupont        | ALM    | + 1' 35"   |
|     |                      |        |            |
| 22  | Przemysław Niemiec   | LAM    | + 2' 20"   |
| 53  | Karol Domagalski     | CJR    | + 3' 00"   |
| 131 | Maciej Bodnar        | CAN    | + 14' 16"  |

| #   | Zawodnik           | Zespół | Czas        |
| --- | ------------------ | ------ | ----------- |
| 1   | Alejandro Valverde | MOV    | 26h 52' 20" |
| 2   | Nairo Quintana     | MOV    | + 15"       |
| 3   | Alberto Contador   | TTS    | + 18"       |
|     |                    |        |             |
| 22  | Przemysław Niemiec | LAM    | + 2' 29"    |
| 114 | Karol Domagalski   | CJR    | + 42' 32"   |
| 134 | Maciej Bodnar      | CAN    | + 51' 28"   |

### Etap 8 – 30.08: Baeza – Albacete, 207 km
| #   | Zawodnik           | Zespół | Czas       |
| --- | ------------------ | ------ | ---------- |
| 1   | Nacer Bouhanni     | FDJ    | 4h 29' 00" |
| 2   | Michael Matthews   | OGE    | + 0"       |
| 3   | Peter Sagan        | CAN    | + 0"       |
|     |                    |        |            |
| 103 | Maciej Bodnar      | CAN    | + 53"      |
| 124 | Karol Domagalski   | CJR    | + 1' 55"   |
| 142 | Przemysław Niemiec | LAM    | + 2' 23"   |

| #   | Zawodnik           | Zespół | Czas        |
| --- | ------------------ | ------ | ----------- |
| 1   | Alejandro Valverde | MOV    | 31h 21' 20" |
| 2   | Nairo Quintana     | MOV    | + 15"       |
| 3   | Alberto Contador   | TTS    | + 18"       |
|     |                    |        |             |
| 30  | Przemysław Niemiec | LAM    | + 4' 52"    |
| 112 | Karol Domagalski   | CJR    | + 44' 27"   |
| 131 | Maciej Bodnar      | CAN    | + 52' 21"   |

### Etap 9 – 31.08: Carboneras de Guadazaón – Valdelinares, 185 km
| #   | Zawodnik           | Zespół | Czas       |
| --- | ------------------ | ------ | ---------- |
| 1   | Winner Anacona     | LAM    | 4h 34' 14" |
| 2   | Alexéi Lutsenko    | AST    | + 45"      |
| 3   | Damiano Cunego     | LAM    | + 50"      |
|     |                    |        |            |
| 40  | Przemysław Niemiec | LAM    | + 4' 47"   |
| 144 | Maciej Bodnar      | CAN    | + 19' 01"  |
| 178 | Karol Domagalski   | CJR    | + 26' 42"  |

| #   | Zawodnik           | Zespół | Czas         |
| --- | ------------------ | ------ | ------------ |
| 1   | Nairo Quintana     | MOV    | 35h 58' 05"  |
| 2   | Alberto Contador   | TTS    | + 3"         |
| 3   | Alejandro Valverde | MOV    | + 8"         |
|     |                    |        |              |
| 28  | Przemysław Niemiec | LAM    | + 7' 08"     |
| 130 | Karol Domagalski   | CJR    | + 1h 08' 38" |
| 132 | Maciej Bodnar      | CAN    | + 1h 08' 51" |

### Etap 10 – 02.09: Real Monasterio de Santa María de Veruela – Borja, 36,7 km
| #   | Zawodnik           | Zespół | Czas     |
| --- | ------------------ | ------ | -------- |
| 1   | Tony Martin        | OPQ    | 47' 02"  |
| 2   | Rigoberto Urán     | OPQ    | + 15"    |
| 3   | Fabian Cancellara  | TRE    | + 18"    |
|     |                    |        |          |
| 30  | Przemysław Niemiec | LAM    | + 2' 18" |
| 47  | Maciej Bodnar      | CAN    | + 3' 05" |
| 100 | Karol Domagalski   | CJR    | + 4' 33" |

| #   | Zawodnik           | Zespół | Czas         |
| --- | ------------------ | ------ | ------------ |
| 1   | Alberto Contador   | TTS    | 36h 45' 49"  |
| 2   | Alejandro Valverde | MOV    | + 27"        |
| 3   | Rigoberto Urán     | OPQ    | + 59"        |
|     |                    |        |              |
| 23  | Przemysław Niemiec | LAM    | + 8' 44"     |
| 129 | Maciej Bodnar      | CAN    | + 1h 11' 14" |
| 130 | Karol Domagalski   | CJR    | + 1h 12' 29" |

### Etap 11 – 03.09: Pampeluna – Santuario de San Miguel de Aralar, 153,4 km
| #   | Zawodnik           | Zespół | Czas       |
| --- | ------------------ | ------ | ---------- |
| 1   | Fabio Aru          | AST    | 3h 41' 03" |
| 2   | Alejandro Valverde | MOV    | + 6"       |
| 3   | Joaquim Rodríguez  | KAT    | + 6"       |
|     |                    |        |            |
| 18  | Przemysław Niemiec | LAM    | + 2' 07"   |
| 48  | Karol Domagalski   | CJR    | + 6' 09"   |
| 160 | Maciej Bodnar      | CAN    | + 17' 44"  |

| #   | Zawodnik           | Zespół | Czas         |
| --- | ------------------ | ------ | ------------ |
| 1   | Alberto Contador   | TTS    | 40h 26' 56"  |
| 2   | Alejandro Valverde | MOV    | + 20"        |
| 3   | Rigoberto Urán     | OPQ    | + 1' 08"     |
|     |                    |        |              |
| 21  | Przemysław Niemiec | LAM    | + 10' 47"    |
| 115 | Karol Domagalski   | CJR    | + 1h 18' 34" |
| 135 | Maciej Bodnar      | CAN    | + 1h 28' 54" |

### Etap 12 – 04.09: Logroño – Logroño, 166,4 km
| #  | Zawodnik           | Zespół | Czas       |
| -- | ------------------ | ------ | ---------- |
| 1  | John Degenkolb     | GIA    | 4h 11' 18" |
| 2  | Tom Boonen         | OPQ    | + 0"       |
| 3  | Jacopo Guarnieri   | AST    | + 0"       |
|    |                    |        |            |
| 36 | Maciej Bodnar      | CAN    | + 0"       |
| 65 | Przemysław Niemiec | LAM    | + 0"       |
| 98 | Karol Domagalski   | CJR    | + 0"       |

| #   | Zawodnik           | Zespół | Czas         |
| --- | ------------------ | ------ | ------------ |
| 1   | Alberto Contador   | TTS    | 44h 38' 56"  |
| 2   | Alejandro Valverde | MOV    | + 20"        |
| 3   | Rigoberto Urán     | OPQ    | + 1' 08"     |
|     |                    |        |              |
| 21  | Przemysław Niemiec | LAM    | + 10' 47"    |
| 114 | Karol Domagalski   | CJR    | + 1h 18' 34" |
| 134 | Maciej Bodnar      | CAN    | + 1h 28' 54" |

### Etap 13 – 05.09: Belorado – Obregón, Parque de Cabárceno, 188,7 km
| #   | Zawodnik           | Zespół | Czas       |
| --- | ------------------ | ------ | ---------- |
| 1   | Daniel Navarro     | COF    | 4h 21' 04" |
| 2   | Daniel Moreno      | KAT    | + 2"       |
| 3   | Wilco Kelderman    | BEL    | + 2"       |
|     |                    |        |            |
| 37  | Przemysław Niemiec | LAM    | + 20"      |
| 108 | Maciej Bodnar      | CAN    | + 5' 04"   |
| 164 | Karol Domagalski   | CJR    | + 14' 43"  |

| #   | Zawodnik           | Zespół | Czas         |
| --- | ------------------ | ------ | ------------ |
| 1   | Alberto Contador   | TTS    | 48h 59' 23"  |
| 2   | Alejandro Valverde | MOV    | + 20"        |
| 3   | Rigoberto Urán     | OPQ    | + 1' 08"     |
|     |                    |        |              |
| 21  | Przemysław Niemiec | LAM    | + 11' 02"    |
| 123 | Karol Domagalski   | CJR    | + 1h 33' 12" |
| 125 | Maciej Bodnar      | CAN    | + 1h 33' 53" |

### Etap 14 – 06.09: Santander – La Camperona, Valle de Sábero, 200,8 km
| #   | Zawodnik           | Zespół | Czas       |
| --- | ------------------ | ------ | ---------- |
| 1   | Ryder Hesjedal     | GRS    | 5h 18' 10" |
| 2   | Oliver Zaugg       | TTS    | + 10"      |
| 3   | Imanol Erviti      | MOV    | + 30"      |
|     |                    |        |            |
| 46  | Przemysław Niemiec | LAM    | + 7' 59"   |
| 136 | Maciej Bodnar      | CAN    | + 23' 31"  |
| 164 | Karol Domagalski   | CJR    | + 23' 36"  |

| #   | Zawodnik           | Zespół | Czas         |
| --- | ------------------ | ------ | ------------ |
| 1   | Alberto Contador   | TTS    | 54h 20' 16"  |
| 2   | Alejandro Valverde | MOV    | + 42"        |
| 3   | Chris Froome       | SKY    | + 1' 13"     |
|     |                    |        |              |
| 26  | Przemysław Niemiec | LAM    | + 16' 18"    |
| 123 | Karol Domagalski   | CJR    | + 1h 54' 05" |
| 125 | Maciej Bodnar      | CAN    | + 1h 54' 51" |

### Etap 15 – 07.09: Oviedo – Lagos de Covadonga, 152,2 km
| #   | Zawodnik           | Zespół | Czas       |
| --- | ------------------ | ------ | ---------- |
| 1   | Przemysław Niemiec | LAM    | 4h 11' 09" |
| 2   | Alejandro Valverde | MOV    | + 5"       |
| 3   | Joaquim Rodríguez  | KAT    | + 5"       |
|     |                    |        |            |
| 143 | Maciej Bodnar      | CAN    | + 29' 58"  |
| 166 | Karol Domagalski   | CJR    | + 29' 58"  |

| #   | Zawodnik           | Zespół | Czas         |
| --- | ------------------ | ------ | ------------ |
| 1   | Alberto Contador   | TTS    | 58h 31' 35"  |
| 2   | Alejandro Valverde | MOV    | + 31"        |
| 3   | Chris Froome       | SKY    | + 1' 20"     |
|     |                    |        |              |
| 21  | Przemysław Niemiec | LAM    | + 15' 54"    |
| 131 | Karol Domagalski   | CJR    | + 2h 23' 53" |
| 133 | Maciej Bodnar      | CAN    | + 2h 24' 29" |

### Etap 16 – 08.09: San Martín del Rey Aurelio – La Farrapona, Lago de Somiedo, 160,5 km
| #   | Zawodnik             | Zespół | Czas       |
| --- | -------------------- | ------ | ---------- |
| 1   | Alberto Contador     | TTS    | 4h 53' 35" |
| 2   | Chris Froome         | SKY    | + 15"      |
| 3   | Alessandro De Marchi | CAN    | + 50"      |
|     |                      |        |            |
| 117 | Maciej Bodnar        | CAN    | + 30' 49"  |
| 155 | Przemysław Niemiec   | LAM    | + 34' 44"  |
| 168 | Karol Domagalski     | CJR    | + 34' 44"  |

| #   | Zawodnik           | Zespół | Czas         |
| --- | ------------------ | ------ | ------------ |
| 1   | Alberto Contador   | TTS    | 63h 25' 00"  |
| 2   | Alejandro Valverde | MOV    | + 1' 36"     |
| 3   | Chris Froome       | SKY    | + 1' 39"     |
|     |                    |        |              |
| 29  | Przemysław Niemiec | LAM    | + 50' 48"    |
| 129 | Maciej Bodnar      | CAN    | + 2h 55' 28" |
| 134 | Karol Domagalski   | CJR    | + 2h 58' 47" |

### Etap 17 – 10.09: Ortigueira – A Coruña, 190,7 km
| #  | Zawodnik           | Zespół | Czas       |
| -- | ------------------ | ------ | ---------- |
| 1  | John Degenkolb     | GIA    | 4h 26' 07" |
| 2  | Michael Matthews   | OGE    | + 0"       |
| 3  | Fabian Cancellara  | TRE    | + 0"       |
|    |                    |        |            |
| 63 | Maciej Bodnar      | CAN    | + 22"      |
| 68 | Przemysław Niemiec | LAM    | + 22"      |
| 80 | Karol Domagalski   | CJR    | + 22"      |

| #   | Zawodnik           | Zespół | Czas         |
| --- | ------------------ | ------ | ------------ |
| 1   | Alberto Contador   | TTS    | 67h 51' 07"  |
| 2   | Alejandro Valverde | MOV    | + 1' 36"     |
| 3   | Chris Froome       | SKY    | + 1' 39"     |
|     |                    |        |              |
| 28  | Przemysław Niemiec | LAM    | + 51' 10"    |
| 121 | Maciej Bodnar      | CAN    | + 2h 55' 50" |
| 125 | Karol Domagalski   | CJR    | + 2h 59' 09" |

### Etap 18 – 11.09: A Estrada – Mont Castrove, Meis, 157 km
| #   | Zawodnik           | Zespół | Czas       |
| --- | ------------------ | ------ | ---------- |
| 1   | Fabio Aru          | AST    | 3h 47' 17" |
| 2   | Chris Froome       | SKY    | + 1"       |
| 3   | Alejandro Valverde | MOV    | + 13"      |
|     |                    |        |            |
| 28  | Przemysław Niemiec | LAM    | + 3' 25"   |
| 135 | Karol Domagalski   | CJR    | + 20' 49"  |
| 137 | Maciej Bodnar      | CAN    | + 20' 49"  |

| #   | Zawodnik           | Zespół | Czas         |
| --- | ------------------ | ------ | ------------ |
| 1   | Alberto Contador   | TTS    | 71h 38' 37"  |
| 2   | Chris Froome       | SKY    | + 1' 19"     |
| 3   | Alejandro Valverde | MOV    | + 1' 32"     |
|     |                    |        |              |
| 26  | Przemysław Niemiec | LAM    | + 54' 22"    |
| 121 | Maciej Bodnar      | CAN    | + 3h 16' 26" |
| 125 | Karol Domagalski   | CJR    | + 3h 19' 45" |

### Etap 19 – 12.09: Salvaterra de Miño – Cangas do Morrazo, 180,5 km
| #   | Zawodnik           | Zespół | Czas       |
| --- | ------------------ | ------ | ---------- |
| 1   | Adam Hansen        | LTB    | 4h 21' 58" |
| 2   | John Degenkolb     | GIA    | + 5"       |
| 3   | Filippo Pozzato    | LAM    | + 5"       |
|     |                    |        |            |
| 81  | Przemysław Niemiec | LAM    | + 7' 44"   |
| 135 | Karol Domagalski   | CJR    | + 13' 35"  |
| 160 | Maciej Bodnar      | CAN    | + 13' 35"  |

| #   | Zawodnik           | Zespół | Czas         |
| --- | ------------------ | ------ | ------------ |
| 1   | Alberto Contador   | TTS    | 76h 00' 40"  |
| 2   | Chris Froome       | SKY    | + 1' 19"     |
| 3   | Alejandro Valverde | MOV    | + 1' 32"     |
|     |                    |        |              |
| 27  | Przemysław Niemiec | LAM    | + 1h 02' 01" |
| 123 | Maciej Bodnar      | CAN    | + 3h 29' 56" |
| 127 | Karol Domagalski   | CJR    | + 3h 33' 15" |

### Etap 20 – 13.09: Santo Estevo de Ribas de Sil – Puerto de Ancares, 185,7 km
| #   | Zawodnik           | Zespół | Czas       |
| --- | ------------------ | ------ | ---------- |
| 1   | Alberto Contador   | TTS    | 5h 11' 43" |
| 2   | Chris Froome       | SKY    | + 16"      |
| 3   | Alejandro Valverde | MOV    | + 57"      |
|     |                    |        |            |
| 25  | Przemysław Niemiec | LAM    | + 9' 24"   |
| 130 | Karol Domagalski   | CJR    | + 30' 23"  |
| 154 | Maciej Bodnar      | CAN    | + 31' 39"  |

| #   | Zawodnik           | Zespół | Czas         |
| --- | ------------------ | ------ | ------------ |
| 1   | Alberto Contador   | TTS    | 81h 12' 13"  |
| 2   | Chris Froome       | SKY    | + 1' 37"     |
| 3   | Alejandro Valverde | MOV    | + 2' 35"     |
|     |                    |        |              |
| 28  | Przemysław Niemiec | LAM    | + 1h 11' 31" |
| 122 | Maciej Bodnar      | CAN    | + 4h 01' 45" |
| 125 | Karol Domagalski   | CJR    | + 4h 03' 48" |

### Etap 21 – 14.09: Santiago de Compostela, 9,7 km
| #  | Zawodnik           | Zespół | Czas     |
| -- | ------------------ | ------ | -------- |
| 1  | Adriano Malori     | MOV    | 11' 12"  |
| 2  | Jesse Sergent      | TRE    | + 8"     |
| 3  | Rohan Dennis       | BMC    | + 9"     |
|    |                    |        |          |
| 7  | Maciej Bodnar      | CAN    | + 18"    |
| 46 | Karol Domagalski   | CJR    | + 1' 03" |
| 98 | Przemysław Niemiec | LAM    | + 1' 40" |

| #   | Zawodnik           | Zespół | Czas         |
| --- | ------------------ | ------ | ------------ |
| 1   | Alberto Contador   | TTS    | 81h 25' 05"  |
| 2   | Chris Froome       | SKY    | + 1' 10"     |
| 3   | Alejandro Valverde | MOV    | + 1' 50"     |
|     |                    |        |              |
| 26  | Przemysław Niemiec | LAM    | + 1h 11' 31" |
| 122 | Maciej Bodnar      | CAN    | + 4h 00' 23" |
| 124 | Karol Domagalski   | CJR    | + 4h 03' 11" |

## Posiadacze koszulek po poszczególnych etapach
| Etap                 | Zwycięzca            | Klasyfikacja Generalna | Klasyfikacja Punktowa | Klasyfikacja Górska | Klasyfikacja Kombinowana | Klasyfikacja Drużynowa | Klasyfikacja Najaktywniejszych |
| -------------------- | -------------------- | ---------------------- | --------------------- | ------------------- | ------------------------ | ---------------------- | ------------------------------ |
| 1                    | Movistar Team        | Jonathan Castroviejo   | –                     | –                   | –                        | Movistar Team          | –                              |
| 2                    | Nacer Bouhanni       | Alejandro Valverde     | Nacer Bouhanni        | Nathan Haas         | Valerio Conti            | Movistar Team          | Javier Aramendia               |
| 3                    | Michael Matthews     | Michael Matthews       | Nacer Bouhanni        | Lluís Mas           | Lluís Mas                | Belkin                 | Lluís Mas                      |
| 4                    | John Degenkolb       | Michael Matthews       | Michael Matthews      | Lluís Mas           | Valerio Conti            | Belkin                 | Amets Txurruka                 |
| 5                    | John Degenkolb       | Michael Matthews       | John Degenkolb        | Lluís Mas           | Sergio Pardilla          | Belkin                 | Pim Ligthart                   |
| 6                    | Alejandro Valverde   | Alejandro Valverde     | John Degenkolb        | Lluís Mas           | Alejandro Valverde       | Belkin                 | Pim Ligthart                   |
| 7                    | Alessandro De Marchi | Alejandro Valverde     | John Degenkolb        | Lluís Mas           | Alejandro Valverde       | Belkin                 | Ryder Hesjedal                 |
| 8                    | Nacer Bouhanni       | Alejandro Valverde     | John Degenkolb        | Lluís Mas           | Alejandro Valverde       | Belkin                 | Javier Aramendia               |
| 9                    | Winner Anacona       | Nairo Quintana         | John Degenkolb        | Lluís Mas           | Alejandro Valverde       | Movistar Team          | Lluís Mas                      |
| 10                   | Tony Martin          | Alberto Contador       | John Degenkolb        | Lluís Mas           | Alejandro Valverde       | Movistar Team          | Tony Martin                    |
| 11                   | Fabio Aru            | Alberto Contador       | John Degenkolb        | Lluís Mas           | Alejandro Valverde       | Movistar Team          | Wasil Kiryjenka                |
| 12                   | John Degenkolb       | Alberto Contador       | John Degenkolb        | Lluís Mas           | Alejandro Valverde       | Movistar Team          | Matthias Krizek                |
| 13                   | Daniel Navarro       | Alberto Contador       | John Degenkolb        | Lluís Mas           | Alejandro Valverde       | Movistar Team          | Luis León Sánchez              |
| 14                   | Ryder Hesjedal       | Alberto Contador       | John Degenkolb        | Luis León Sánchez   | Alejandro Valverde       | Movistar Team          | Luis León Sánchez              |
| 15                   | Przemysław Niemiec   | Alberto Contador       | John Degenkolb        | Alejandro Valverde  | Alejandro Valverde       | Team Katusha           | Javier Aramendia               |
| 16                   | Alberto Contador     | Alberto Contador       | John Degenkolb        | Luis León Sánchez   | Alejandro Valverde       | Team Katusha           | Luis León Sánchez              |
| 17                   | John Degenkolb       | Alberto Contador       | John Degenkolb        | Luis León Sánchez   | Alejandro Valverde       | Team Katusha           | Bob Jungels                    |
| 18                   | Fabio Aru            | Alberto Contador       | John Degenkolb        | Luis León Sánchez   | Alberto Contador         | Team Katusha           | Luis León Sánchez              |
| 19                   | Adam Hansen          | Alberto Contador       | John Degenkolb        | Luis León Sánchez   | Alberto Contador         | Team Katusha           | Pim Ligthart                   |
| 20                   | Alberto Contador     | Alberto Contador       | John Degenkolb        | Luis León Sánchez   | Alberto Contador         | Team Katusha           | Jérôme Coppel                  |
| 21                   | Adriano Malori       | Alberto Contador       | John Degenkolb        | Luis León Sánchez   | Alberto Contador         | Team Katusha           | –                              |
| Klasyfikacja końcowa | Klasyfikacja końcowa | Alberto Contador       | John Degenkolb        | Luis León Sánchez   | Alberto Contador         | Team Katusha           | –                              |

## Klasyfikacje końcowe

### Klasyfikacja generalna
|     | Zawodnik           | Zespół                 | Czas         |
| --- | ------------------ | ---------------------- | ------------ |
| 1   | Alberto Contador   | Tinkoff-Saxo           | 81h 25' 05"  |
| 2   | Chris Froome       | Team Sky               | + 1' 10″     |
| 3   | Alejandro Valverde | Movistar Team          | + 1' 50″     |
| 4   | Joaquim Rodríguez  | Team Katusha           | + 3' 25″     |
| 5   | Fabio Aru          | Astana Pro Team        | + 4' 48″     |
| 6   | Samuel Sánchez     | BMC Racing Team        | + 9' 30"     |
| 7   | Daniel Martin      | Garmin-Sharp           | + 10' 38"    |
| 8   | Warren Barguil     | Giant-Shimano          | + 11' 50"    |
| 9   | Damiano Caruso     | Cannondale             | + 12' 50"    |
| 10  | Daniel Navarro     | Cofidis                | + 13' 02"    |
|     |                    |                        |              |
| 26  | Przemysław Niemiec | Lampre-Merida          | + 1h 11' 31" |
| 122 | Maciej Bodnar      | Cannondale             | + 4h 00' 23" |
| 124 | Karol Domagalski   | Caja Rural-Seguros RGA | + 4h 03' 11" |

|    | Zawodnik           | Zespół              | Punkty |
| -- | ------------------ | ------------------- | ------ |
| 1  | John Degenkolb     | Giant-Shimano       | 169    |
| 2  | Alejandro Valverde | Movistar Team       | 146    |
| 3  | Alberto Contador   | Tinkoff-Saxo        | 145    |
| 4  | Chris Froome       | Team Sky            | 139    |
| 5  | Joaquim Rodríguez  | Team Katusha        | 117    |
| 6  | Michael Matthews   | Orica-GreenEDGE     | 105    |
| 7  | Fabio Aru          | Astana Pro Team     | 103    |
| 8  | Daniel Martin      | Garmin-Sharp        | 85     |
| 9  | Jasper Stuyven     | Trek Factory Racing | 71     |
| 10 | Damiano Caruso     | Cannondale          | 61     |
|    |                    |                     |        |
| 19 | Przemysław Niemiec | Lampre-Merida       | 34     |

|    | Zawodnik             | Zespół                 | Punkty |
| -- | -------------------- | ---------------------- | ------ |
| 1  | Luis León Sánchez    | Caja Rural-Seguros RGA | 58     |
| 2  | Alberto Contador     | Tinkoff-Saxo           | 45     |
| 3  | Alejandro Valverde   | Movistar Team          | 40     |
| 4  | Przemysław Niemiec   | Lampre-Merida          | 33     |
| 5  | Chris Froome         | Team Sky               | 33     |
| 6  | Lluís Mas            | Caja Rural-Seguros RGA | 20     |
| 7  | Fabio Aru            | Astana Pro Team        | 19     |
| 8  | Joaquim Rodríguez    | Team Katusha           | 19     |
| 9  | Winner Anacona       | Lampre-Merida          | 18     |
| 10 | Alessandro De Marchi | Cannondale             | 18     |

|    | Zawodnik           | Zespół          | Punkty |
| -- | ------------------ | --------------- | ------ |
| 1  | Alberto Contador   | Tinkoff-Saxo    | 6      |
| 2  | Alejandro Valverde | Movistar Team   | 8      |
| 3  | Chris Froome       | Team Sky        | 11     |
| 4  | Joaquim Rodríguez  | Team Katusha    | 17     |
| 5  | Fabio Aru          | Astana Pro Team | 19     |
| 6  | Ryder Hesjedal     | Garmin-Sharp    | 48     |
| 7  | Przemysław Niemiec | Lampre-Merida   | 49     |
| 8  | Winner Anacona     | Lampre-Merida   | 62     |
| 9  | Warren Barguil     | Giant-Shimano   | 63     |
| 10 | Samuel Sánchez     | BMC Racing Team | 64     |

|    | Zespół          | Czas         |
| -- | --------------- | ------------ |
| 1  | Team Katusha    | 244h 19′ 36″ |
| 2  | Movistar Team   | + 38' 54"    |
| 3  | Tinkoff-Saxo    | + 40' 16"    |
| 4  | Cofidis         | + 52' 33"    |
| 5  | Team Sky        | + 1h 06' 31" |
| 6  | Astana Pro Team | + 1h 08' 09" |
| 7  | Garmin-Sharp    | + 1h 17' 06" |
| 8  | BMC Racing Team | + 1h 17' 32" |
| 9  | Belkin          | + 2h 13' 06" |
| 10 | Lotto-Belisol   | + 2h 54' 48" |